# Syzygium venustum
Syzygium venustum är en myrtenväxtart som först beskrevs av William Roxburgh, och fick sitt nu gällande namn av Nambiyath Puthansurayil Balakrishnan. Syzygium venustum ingår i släktet Syzygium och familjen myrtenväxter.
Artens utbredningsområde är Burma. Inga underarter finns listade i Catalogue of Life.